# Kontrapunkt (musikteori)
 For alternative betydninger, se Kontrapunkt. (Se også artikler, som begynder med Kontrapunkt)
 Denne artikel bør gennemlæses af en person med fagkendskab for at sikre den faglige korrekthed.

Kontrapunkt (latin: punctus contra punctum, "punkt dvs. node mod node") er den musikalske kompositionsform, der består i at sætte en eller flere melodisk jævnbyrdige stemmer (der da kaldes den førstes kontrapunkt)  til en oprindelig, given eller frit opfundet melodi (cantus firmus).
Kompositionens harmoniske bygning bliver derved ligesom et resultat af de forskellige stemmers tilfældige, men dog ved melodiernes bygning betingede sammentræf, således at stemmernes melodiske form er det oprindelig, harmonien det afledede.
I en senere tids (1924) sættemåde, hvor opfattelsen af toner og intervaller er undergået væsentlige forandringer, er det den harmoniske enhed, der væsentlig betinger stemmernes bevægelse. Og medens hver enkelt stemme ved den kontrapunktiske udarbejdelse, den polyfone sættemåde, har sin egen selvstændige melodiske form, optræder ved en senere tids homofone skrivemåde en enkelt stemme som melodiførende, medens de andre udfylder harmonien, sætter akkompagnementet dertil, hvilket ikke udelukker, at man i moderne arbejder i homofon stil på sine steder anvender den polyfone, kontrapunktiske sættemåde.
Den vigtigste form af kontrapunkt er den dobbelte kontrapunkt, der i modsætning til enkelt kontrapunkt, hvor stemmerne altid beholder samme stilling i forhold til hinanden, karakteriseres derved, at de to stemmer, uden at forstyrre velklangen eller støde an mod de for kontrapunkt gældende love og regler, kan ombyttes således, at den øverste bliver underst og omvendt.
Står flere stemmer over for hinanden, således at de indbyrdes kan ombyttes, taler man om tre-, fire-, femdobbelt osv. kontrapunkt. En anden inddeling af kontrapunkt afhænger af, hvorvidt noderne i de enkelte stemmer har samme eller forskellig værdi; man har således node mod node, to eller fire noder mod een, synkoperet kontrapunkt osv.

## Historisk
De ældste regler for kontrapunkt, der i begyndelsen kaldtes discantus — benævnelsen kontrapunkt som betegnelse for flerstemmig sættelse opstår først i 14. århundrede. — findes allerede hos Franco af Köln (12. århundrede) og Jean de Muris; med nederlænderen Guillaume Dufay antager kontrapunkt mere kunstfærdige former, der yderligere udvikles af lærde kontrapunktikere som Johannes Ockeghem, Josquin de Prés, Adrian Willaert og flere. Og efterhånden udartede til spidsfindigt kunstleri, indtil Palestrina og hans samtidige på ny fylder de stivnede former med levende indhold. Med operaens fremkomst (omtrent 1600) vandt homofonien overtaget i den verdslige musik, medens kontrapunkt væsentlig fandt sin plads i kirkemusikken, hvor den i 17. og 18. århundrede nåede sin højeste udvikling i fugaen hos Johann Sebastian Bach. Og i det moderne musikstudium danner kontrapunkt et meget væsentligt led af kompositionslæren. Af forfattere, der har behandlet kontrapunkts teori, er de mest kendte af ældre Johann Fux, Friedrich Wilhelm Marpurg, Johann Philipp Kirnberger, Luigi Cherubini, Johann Georg Albrechtsberger, af nyere Heinrich Bellermann, Ernst Friedrich Richter, Siegfried Dehn, Otto Tiersch, Hugo Riemann og nyere.